# Transport kolejowy w Iranie

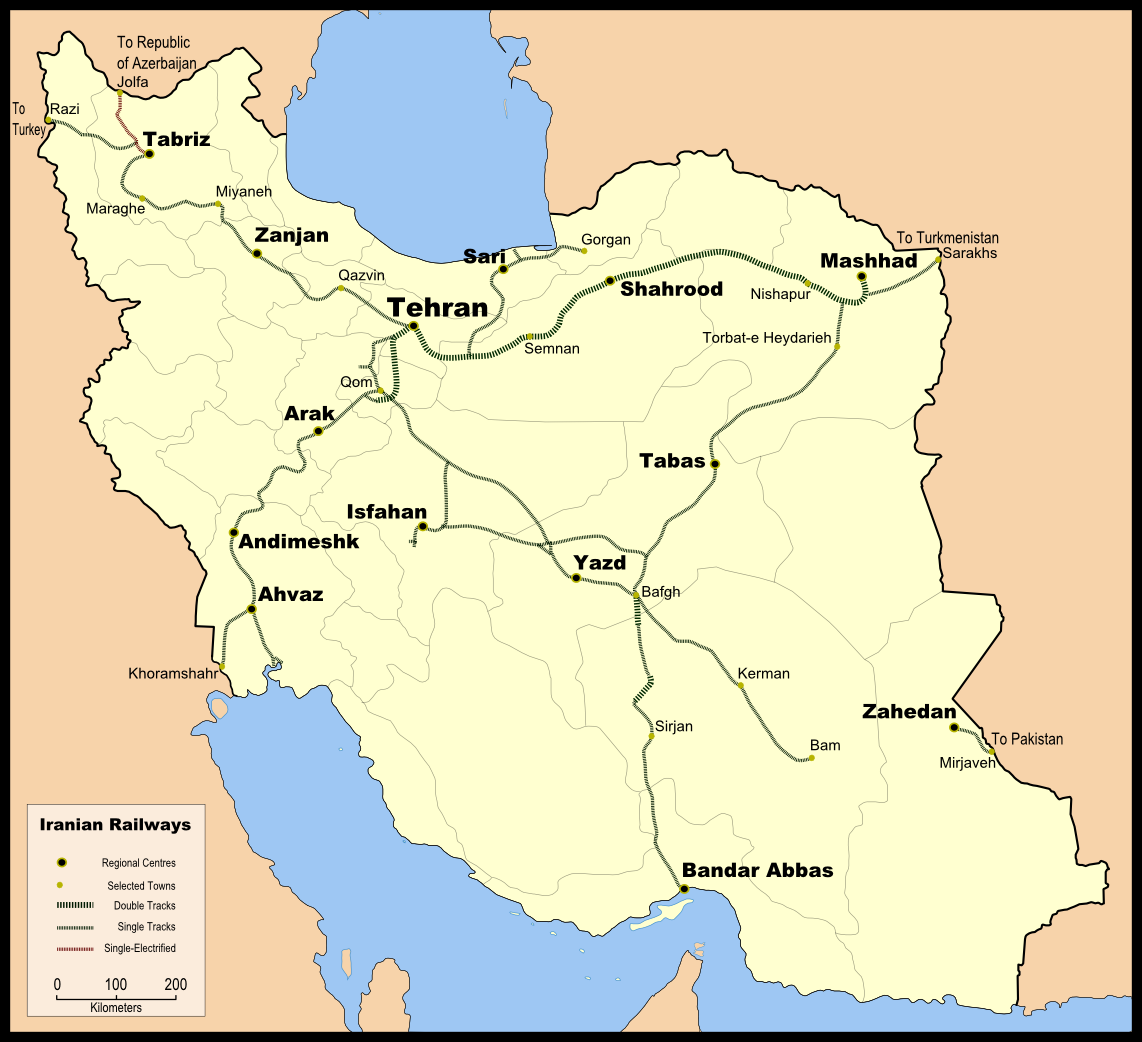
Mapa irańskiej sieci kolejowej (2006)

Transport kolejowy w Iranie – system transportu kolejowego działający na terenie Iranu.
W Iranie istnieje 8483,5 km linii kolejowych, z czego 189,5 km jest zelektryfikowanych. 8389,5 km linii ma normalny rozstaw szyn (1435 mm), a 94 km linii ma szeroki (indyjski) rozstaw szyn (1676 mm).
Jedną z ważniejszych linii kolejowych Iranu jest kolej transirańska.